# Eventración
Una eventración es una hernia que aparece en la zona de incisión de una anterior intervención quirúrgica sobre el abdomen, pudiendo suceder al poco tiempo de la intervención o pasados algunos años. Normalmente, las eventraciones no presentan síntomas, aunque con el tiempo y si no se tratan, pueden aumentar de tamaño y provocar molestias en el momento de realizar algún esfuerzo físico y/o después de comer, cuando el intestino se dilata. 
El principal riesgo que presenta es que se estrangule, es decir cuando estructuras del interior del abdomen quedan atrapadas en el interior de la hernia y no pueden volver a la cavidad abdominal. En estos casos pueden producirse alteraciones en el flujo sanguíneo y aparecer serias complicaciones que pueden, incluso, provocar la muerte. Cuando la hernia se estrangula es imprescindible una intervención quirúrgica urgente que suele ser más complicada y tener mayor riesgo que cuando se realiza la intervención de forma programada.
- Datos: Q2633160
- Multimedia: Incisional hernias / Q2633160